# 退修會
基督教的退修會（英語：Retreat），或稱為避靜（天主教會用之），可解釋為：基督徒面對俗世之價值觀或事物（庶務）對信仰之價值觀產生衝擊、混淆，而擇一寧靜平和的環境，專注身、心、靈在信仰的建造，回復與神有合宜的關係。一如福音書中所提，耶穌會避開人群，獨自或帶著門徒去親近神。
今日天主教會盛行的避静方式，是基於耶穌會會祖依納爵·羅耀拉在他的著作《神操》中所述方法创建的。1922年，依纳爵由教宗庇护十一世追封为灵修避静的主保圣人。天主教徒的避静可以简述为留出一段时间离开自己的日常生活（時長可以是几小时、一週甚或一个月），通常借助祈祷，来重新修复和神的关系。众多新教徒、天主教徒、东正教徒每年都会组织和参与避静。